# Apeadeiro de Ferreiros
O Apeadeiro de Ferreiros é uma infraestrutura ferroviária do Ramal de Braga, que serve a localidade de Ferreiros, no concelho de Braga, em Portugal; insere-se no troço entre Mazagão e Braga.

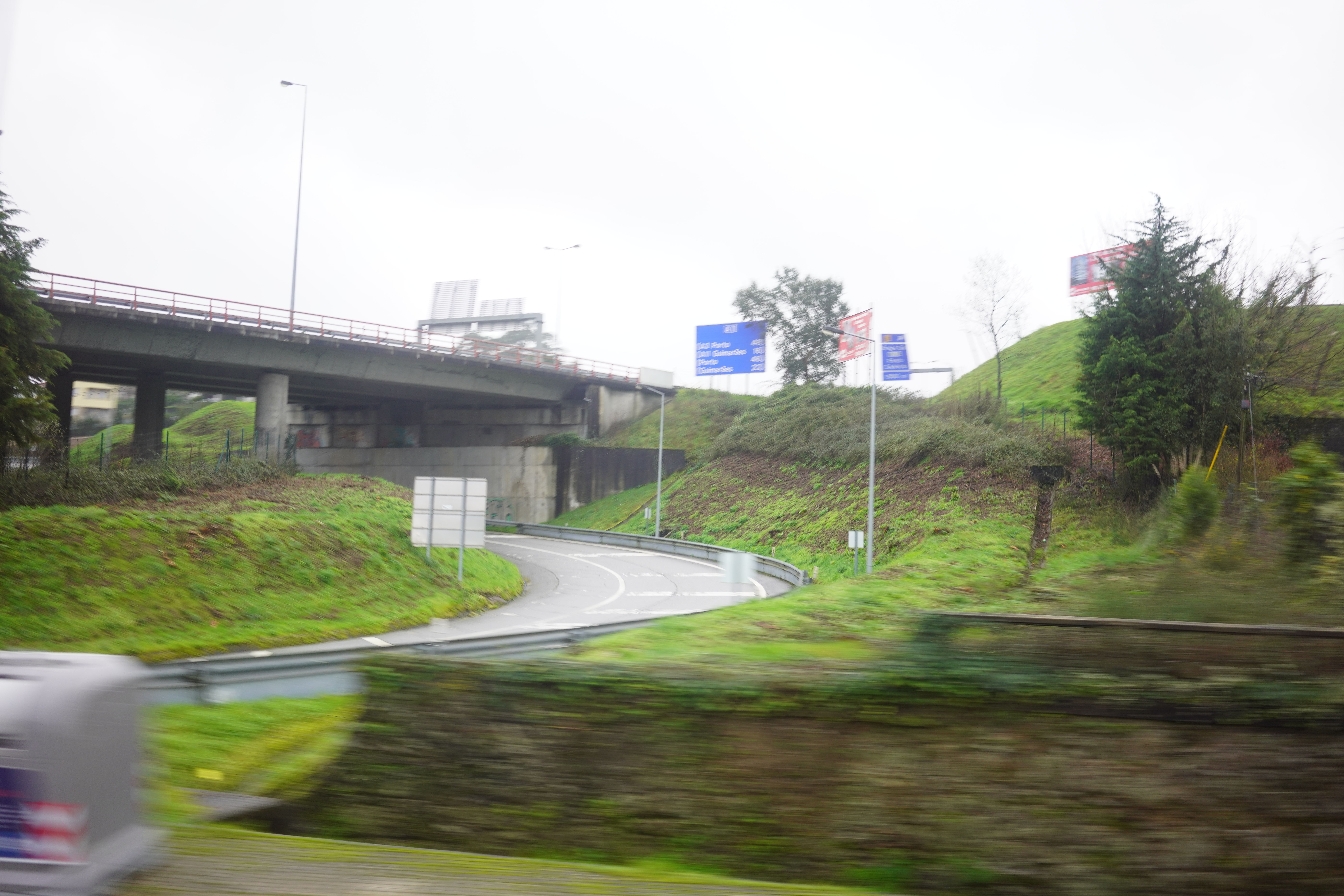
Aspeto do cruzamento da A11 com a EN14, junto ao Apeadeiro de Ferreiros.

## Descrição
Esta interface é utilizada apenas por serviços urbanos, da divisão dos Urbanos do Porto da empresa Comboios de Portugal.

## História
O Ramal de Braga foi inaugurado em 21 de Maio de 1875.
Em 25 de Fevereiro de 2024, um indivíduo do sexo masculino foi mortalmente atropelado por um comboio neste apeadeiro, alegadamente por ter caído para a via férrea.